# Гусейнова, Ирада (волейболистка)
Ирада Гусейнова (азерб. İradə Hüseynova; род. 5 апреля 2004) — азербайджанская волейболистка. Либеро.

## Карьера
Родилась 5 апреля 2004 года. Начала волейбольную карьеру в 2013 году.
Первой командой являлась «Азеррейл-2».
В 2019 году в составе юношеской сборной Азербайджана участвовала в турнире «EEVZA U-16» (Eastern European Volleyball Zonal Association).
С 2019 по 2022 год выступала за ЖВК «Азеррейл».
С 2022 по 2024 год играла за ЖВК «Абшерон».